# 메트로시티 (브랜드)
메트로시티(METROCITY)는 1992년 이탈리아에서 런칭한 토탈 패션 & 라이프스타일 브랜드이다. 이탈리아의 뛰어난 장인 정신을 기반으로, 세계적인 패션 도시 밀라노를 중심으로 의류, 백, 스몰 레더 굿즈, 슈즈, 주얼리, 리빙 아이템 등을 선보이고 있다.

## 개요
이탈리아 토탈 패션 & 라이프스타일 브랜드 메트로시티는 최고급 소재에 클래식하면서도 트렌디한 디자인, 익스클루시브한 소재와 장식이 더해져 전 연령층에서 많은 사랑을 받고 있다. 현재는 글로벌 토탈 패션 브랜드로서 세계적인 패션 도시 이탈리아 밀라노 본점을 중심으로 유럽 지역, 미국, 한국, 일본 등에서 활발한 활동을 전개하고 있다.
메트로시티는 시대가 지나도 변하지 않는 가치와 새로운 것에 대한 도전, 혁신을 지향하는 네오클래식 브랜드로, 문화, 예술의 중심지인 이탈리아의 역사와 전통에 현대적인 감각을 더해, 변화하는 트렌드와 라이프 스타일을 제안하고자 하는 의지가 내포되어 있다.
또한, 헐리우드 탑-배우인 밀라 요보비치와 메간 폭스, 아드리아나 리마, 케이트 베킨세일, 제시카 알바, 바바라 팔빈, 로지 헌팅턴 휘틀리, 케이트 모스 등 전설적인 탑 셀러브리티들이 뮤즈로 활동하며 전 세계의 주목을 받았다. 영원한 패션 아이콘이자 레전드 모델인 케이트 모스를 2019 엠버서더로 선정했으며, 클래식하면서도 트렌디한 브랜드 이미지와 부합해 시너지 효과를 냈다.
메트로시티는 다양하고 글로벌한 문화 활동으로도 유명하다. 일본 시부야케이를 대표하는 프리템포(FreeTEMPO)와 함께 콜라보레이션 패션 파티를 개최하고, 유니버셜 뮤직과 협력하여 세계 3대 첼로의 거장인 미샤 마이스키(Mischa Maisky)와 독일의 세계적인 클래식 무브먼트인 ‘옐로우 라운지(Yellow Lounge)’ 협업으로 문화와 패션의 콜라보레이션으로 화제를 일으키기도 했다. 클래식 콘서트에 대한 형식과 틀을 깨고 클래식 음악(Live), 클럽 음악(DJ), 영상(VJ), 파인 아트(FINE ART)를 접목한 신개념 클래식 음악 파티로서, 콘서트홀이 아닌 클럽에서 클래식 음악을 기반으로 한 디제잉과 라이브, 영상 등을 감상하고 즐길 수 있는 새로운 형식의 문화 형태로, 메트로시티는 패션 부문을 대표하는 브랜드로 함께하게 되었다. 아울러 2014년부터 세계적인 일렉트로닉 뮤직 페스티벌인 '울트라 뮤직 페스티벌(Ultra Music Festival)'에 공식 스폰서로 참여해오고 있다.
메트로시티 패션쇼는 매 시즌 환상적인 쇼를 선보이며 2010년 2천2백 명, 2011년 3천7백 명, 2012년 4천2백 명, 2013년에는 5천 명이라는 경이로운 방문객을 기록, 갱신하며 최대 규모의 행사로 메트로시티만의 저력을 보여주었고 제시카 알바, 바바라 팔빈, 로지 헌팅턴 휘틀리, 케이트 모스 등의 세계적인 스타들이 뮤즈로 참여하여 화제가 되었다.
또한, 인터렉티브 아트 및 패션 및 아트 스쿨들과의 콜라보레이션 등의 대규모 전시와 신진 아티스트 후원 프로젝트 등으로 메트로시티의 컬쳐 프로젝트는 늘 이목을 끌었다.
나아가 사회적 기업으로서 신진 아티스트를 양성하기 위한 다양한 멘토링 프로그램, 인턴쉽 & 채용 프로젝트, 콜라보레이션 등을 진행하고 있다. 더불어 아프리카 어린이들을 구호하기 위한 자선 활동으로 메트로시티 우물 기증 사업과 학교 건립, 구호물품 전달 등 지속적인 나눔 활동인 미라클 캠페인을 진행하며 사회공헌 활동에도 앞장서고 있다.

## 브랜드 라인
이탈리아 토탈 패션 & 라이프스타일 브랜드로서의 메트로시티는 최상급의 소재에 네오클래식 감성의 디자인을 더한 의류 및 레더 굿즈는 물론 스몰 레더 굿즈, 슈즈, 모자, 주얼리, 스카프, 아이웨어, 우산 등의 다양한 토탈패션 품목과 코스메틱, 프라그랑스, 키친 & 리빙, 레저, 푸드, 가드닝등의 라이프스타일 품목까지 전개하고 있다.

### METROCITY BAG COLLECTION

#### BUONA COLLECTION
이탈리아어로 ‘Good’이라는 뜻을 담고 있는 ‘부오나(Bouna)’에서 명명된 부오나 에디션은 기존 제품이 보유한 특징은 고스란히 살리면서 소재와 디테일에 변화를 주어 유행에 민감한 트렌드세터들의 이목을 사로잡았다. 메트로시티의 시그니처 라인인 부오나 에디션은 최엄격한 선정을 거친 최상급 레더로 30년 이상의 경력을 가진 장인의 손에서 최소 130회 이상의 공정과정을 거친 후에 탄생하며, 편리한 스펙으로 진취적인 여성들의 데일리 아이템으로써 출시 이래 꾸준히 사랑받고 있다.  출시 이후 현재까지 13만개 이상으로 메르토시티에서 가장 많이 판매된 라인이며, Milla Jovovich 와 Barbara Palvin도 착용한 아이템으로 많은 주목을 받은 라인이다.

#### NEO BELLA COLLECTION
메트로시티의 베스트 아이템인 벨라 백(MQ360)을 리뉴얼한 벨라백은 밀라 요보비치, 케이트 모스, 메간폭스, 제시카 알바 등 메트로시티의 역대 뮤즈들이 광고 컷으로 착용했던 백으로 시크한 디자인과 다양한 컬러감으로 완판 행진을 이어 갔던 제품이다. 벨라백의 컴팩트한 사이즈와 쉐입을 살리고 유니크한 크로세비아 퀼팅과 새롭게 개발된 플랫한 튜보라레 로고를 더하여 완성된 컬렉션이다.

#### SEVEN STITCH COLLECTION
최상의 품질을 자부하는 이탈리아 피렌체의 공방의 30년 이상 숙련된 장인의 손을 거쳐서 지금의 메트로시티만의 퀼팅을 처음 선보였고, 현재까지 30여개의 고유의 퀼팅 기법을 보유하고 있다.  “SEVEN STITCH” 라인은 일곱 번의 반복 퀼팅과, 퀼팅 조각 내에서 일곱 개의 스티치가 완벽한 균형을 이루어내며,193번의 공정 과정과 24,000개의 퀼팅 바느질로 완성되었다. 메트로시티 시그니처 퀼팅 ‘모노M’을 재해석했으며, 숙련된 장인들의 섬세한 손길에 열정이 더해져 완벽한 하모니를 이루며 탄생한 아름다운 작품이다.

#### BACIO BORSA COLLECTION
바쵸 보르사는 이탈리아의 일상적이고 친근한 인사 문화인 바쵸(BACIO, 입맞춤)처럼 ‘언제든지 새로운 만남의 설렘, 환영’의 의미를 담고 있는 백(BORSA, 가방)이다. 토트 핸들과 원형 바디에 탈부착 할 수 있는 숄더 스트랩을 세팅해 다양한 스타일링에 매치할 수 있는 two-way 백으로, 콤팩트한 사이즈의 트렌디한 버킷 스타일 미니백으로 디자인 된 것이 특징이다. 럭셔리 브랜드에서 사용하는 하이퀄리티 카프 레더(송아지 가죽) 소재를 적용, 이탈리아에서 100% 수작업으로 탄생한 익스클루시브 백으로 높은 가치를 지닌다. 메트로시티가 이탈리아에서 레더 크래프트로 대를 이어가고 있는 유명 디자이너 Christian Villa와 협업해 선보인 만큼, 숙련된 장인정신과 기술이 깃든 이태리 고감도 핸드메이드 작품으로 특별함을 경험할 수 있다.

### METROCITY JEWELRY COLLECTIONS
수년간 쌓아온 주얼리 마스터들의 노하우, 트렌디한 타임리스 디자인으로 비로소 완성된 메트로시티 주얼리 컬렉션은 이탈리아 장인정신을 기반으로 이탈리아 뷰티를 표현하고 있다. 이탈리아의 비첸차, 발렌자, 피렌체, 밀라노, 아레초 등 각 도시의 뛰어난 세공 기술을 바탕으로 브랜드 아이덴티티를 더해 완성했다.  장인들의 숨결이 들어가 정교한 디자인이 돋보이는 메트로시티 주얼리 컬렉션은 전 세계적으로 인정받는 이탈리아 주얼리 스타일로 섬세한 디테일을 선보인다. 세계적인 패션 중심지인 이탈리아의 메트로시티는 브랜드 시그니처로 오랜 기간 이어온 메트로시티의 정신을 그대로 담아 가치를 높였다.

### METROCITY TIMEPIECE COLLECTIONS
타임피스의 다섯 가지 컬렉션 모두 스위스 쿼츠 무브먼트를 탑재, 퀄리티를 높였으며 습식 도금을 적용해 변색이나 마모에 대한 내구성이 탁월하다

##### 파빌라 컬렉션(Favilla Collection)
이탈리아의 축복 받은 찬란한 섬광을 형상화한 메인 컬렉션이다. 메탈, 가죽 등 총 12가지의 스타일로 구성되며 글라스를 감싸고 있는 화려한 베젤과 오팔 다이얼로 화려함을 극대화했다.

##### 템포 디 라로사 컬렉션(Tempo de La Rosa Collection)
은 파라다이스 정원에서 피어나는 빛의 꽃, 로사에서 영감을 받았다. 작은 크기의 원형 보석을 조각으로 세팅한 파베 기법을 통해 시간이 흘러도 변하지 않는 아름다운 로사의 디테일을 표현했다. 시간의 특별함을 더해주는 총 5가지의 디자인으로 출시되었다.

##### 루체레 컬렉션(Lucere Collection)
이탈리아 런칭 30주년을 기념한 컬렉션으로 총 6가지 디자인으로 만나볼 수 있다. 베젤을 장식한 정교한 세팅의 프레셔스 스톤과 이탈리아 피렌체 베키오궁 시계탑의 로마자 인덱스를 형상화한 익스클루시브한 디자인이 유니크함을 드러낸다. 독특한 스타일의 사파이어 블루 핸즈(시계 바늘) 역시 시선을 끌기에 부족함이 없다.

##### 네쏘 컬렉션(Nesso Collection)
미니사이즈 타임피스 컬렉션으로, 볼륨감 있는 베젤과 미네랄 글라스, 심플한 다이얼 디자인부터 메트로시티의 시그니처 ‘M’ 로고를 형상화한 디자인이 매력을 더한다. 모던한 디자인의 뱅글, 유니크한 주얼 뱅글, 데일리로 착용하기 좋은 레더 밴드까지 총 3가지 스타일, 10개의 디자인으로 출시되었다.

##### 노벨로 컬렉션(Novello Collection)
슬림한 스타일의 데일리 타임피스로 내구성 및 탄성이 우수한 COW-HIDE 소재, 클래식한 메탈릭 소재의 밴드 스타일로 총 5가지 디자인으로 선보인다. 패턴 타입의 다이얼은 섬세한 프레스 패턴을 세밀하게 가공해 완성도를 높였다.

### Lifestyle Goods
메트로시티는 트렌드와 소비자 니즈에 맞는 패션 라이프스타일을 제안하기 위해, 2016년 메트로시티 라운지를 런칭하였다. 기존 전개하던 토탈 패션 품목뿐만 아니라 유럽에서 공수한 천연원료로 자체 개발한 프라그랑스 라인, 보디 코스메틱 제품 및 세계 각지에서 제작된 키친&리빙 아이템, 전 세계 주요 커피 생산지에서 공수한 프리미엄 원두 등의 델리 제품들과 가드닝, 자전거, 스케이트보드 등의 스포츠 레저 상품 또한 선보이고 있다.

## 콜라보레이션

#### METROCITY X SHISEIDO (2010)
일본을 대표하는 세계적인 코스메틱 브랜드 시세이도와 함께 마끼아쥬 루즈 에나멜 글래머 런칭을 기념하여 콜라보레이션 하였으며, 이를 통해, 반짝거리는 마끼아쥬 루즈 에나멜 글래머에서 영감을 얻어 디자인한 에나멜 소재의 미니 백을 선보였다.

#### ‘LOVE IT’ COLLECTION (2014)
기존 그래피티와 다른 회화적 기법과 독특한 색감으로 유명한 영국의 세계적인 그래피티 거장 ‘벤 아이네(Ben Eine)’와 10만 명 이상의 패셔니스타가 선택한 메트로시티의 시그니처 아이템 MF670이 만나 탄생한 스페셜 에디션이다.

#### METROCITY X LUISAVIAROMA (2015)
이탈리아의 세계적인 럭셔리 셀렉숍인 루이자비아로마가 주최하고, 전 세계 패션 피플들이 총출동하는 파티인 '피렌체포에버(Firenze4ever)'를 통해 콜라보레이션 제품 출시하였다.
파티 컨셉인 ‘OVER THE RAINBOW’에서 영감을 받았으며, 메트로시티의 시그니처인 M로고 퀼팅에 클래식함과 유니크함을 더해 더욱 특별한 에디션으로 재탄생한 핸드백 라인과 시그니처 소재인 퀼팅 보디에 레인보우 컬러와 디테일이 더해진 피렌체 포에버 에디션 메티베어 3종을 한정적으로 선보였다.

#### METROCITY X AMSALE (2015)
미국 뉴욕의 모던 럭셔리 웨딩드레스 디자이너 브랜드로 유명한 암살라와의 콜라보레이션을 통해 우아하고 아름다운 실루엣의 웨딩 컬렉션을 출시하였다.

#### METROCITY X MIFFY (2016)
자유로움, 즐거움을 만끽하며 전 세계 도시를 여행하는 패션 피플을 표현한 피규어 ‘미피 인 더 시티(MIFFY IN THE CITY)’를 선보였다. 특별 제작된 메트로시티의 시그니처 라인 MQ367을 든 미피는 메트로시티의 M 퀼팅 기법이 담긴 레더 소재로 만들어져 특별함을 더했다.

#### METROCITY X HECTOR CASTRO (2018)
루이비통의 남성복 총괄 비주얼 아트디렉터인 세계적인 스타일 디렉터 헥터 카스트로와 18FW  콜라보레이션을 통해 블랙, 화이트, 메탈릭 실버를 메인 컬러로 한 핸드백 14종과 레디투웨어 31종을 선보였다. 아이코닉한 메트로시티의 헤리티지 컬렉션을 특유의 모던하고 스타일리시한 감각으로 재해석해 파격적이면서도 유니크한 무드를 완성했다.

#### METROCITY X LUBY TAILOR (2020)
아디다스, 반스, 토리버치, 록시땅 등 글로벌 브랜드와 작업하며 독보적인 예술세계를 구축한 영국 출생의 세계적인 디자이너 겸 일러스트레이터 루비테일러와 콜라보레이션 에디션을 출시하였다. 네오클래식 브랜드의 가치에 그녀의 대표작인 레오파드, 타이거, 캣츠, 바나나, 파인애플 등의 일러스트가 더해진 키치한 무드의 리미티드 에디션이다.

#### METROCITY X DISNEY (2021)
'HOW TO ENJOY THE CITYCATION'을 컨셉으로 오랫동안 전 세계 많은 사람들에게 사랑받은 미키마우스의 유쾌함과 위트를 담은 이번 컬렉션은 레디투웨어부터 주얼리와 백까지 유티크한 감성의 토털 패션 아이템으로 출시되었다. 가로수길에 위치한 메트로시티의 컨셉 스토어 '빌라 디 메트로시티(Villa di METROCITY)'에서는 디즈니 콜라보레이션 상품 출시와 함께 산뜻한 옐로우 컬러감의 미키 마우스 그래픽 파사드를 선보이며, 내부에 다양한 디즈니 포토 스팟을 마련해 MZ세대의 발길을 이끌었다.

#### METROCITY X CHRISTIAN VILLA (2022)
이탈리아 레더 크래프트 디자이너인 크리스티안 빌라(Christian Villa)와의 협업으로 탄생한 콜라보 백을 출시하였으며, 이탈리아 현지에서 수작업으로 진행되었다. ‘바쵸 보르사 컬렉션(BACIO BORSA COLLECTION)’으로는 라탄 토트겸 크로스백과 라탄 미니 토트백을 선보였다. 바쵸 보르사는 이탈리아의 일상적이고 친근한 인사 문화인 바쵸(BACIO, 입맞춤)처럼 ‘언제든지 새로운 만남의 설렘, 환영’의 의미를 담고 있는 백(BORSA, 가방)이다. 

## 역대 모델
- 2011 Milla Joyovich 밀라 요보비치
- 2012 Megan Fox 메간 폭스
- 2013 Adriana Lima  아드리아나 리마
- 2014 Kate Backinsale 케이트 버킨세일
- 2015 Jessica Alba 제시카 알바
- 2016 Barbara Palvin 바바라 팔빈
- 2017 Rosie Huntington Whiteley 로지 헌팅턴 휘틀리
- 2019 Kate Moss 케이트 모스
- 2022 Twice 'Mina'  트와이스 '미나' / Koo Kyohwan  구교환
- 2024 Seohyun 서현

## 주요 전개 국가
- 미주, 유럽, 중국: METROCITY WORLD
- 한국: METROCITY KOREA
- 일본: METROCITY JAPAN